# 新山傈僳族乡
新山傈僳族乡（xei xa lit su cu xai），是中华人民共和国四川省攀枝花市米易县下辖的一个乡镇级行政单位。

## 行政区划
新山傈僳族乡下辖以下地区：
新山村、高隆村、坪山社区村和中山社区村。